# Fernando Díaz de Valderrama
Fernando Díaz de Valderrama (1745-1804), más conocido por su seudónimo Fermín Arana de Varflora, fue un historiador dominico y biógrafo español.
Natural de Sevilla y vecino de ella, utilizó en todas sus obras el seudónimo Fermín Arana de Varflora. En 1886 aparecieron en Sevilla unas Adiciones y correcciones a los hijos de Sevilla... de D. Fermín Arana de Varflora escritas por Justino Matute y Gaviria que sirvieron de complemento a esta obra.

## Obras
- Hijos de Sevilla ilustres en santidad, letras, armas, arte o dignidad. Dalo al público colocado por orden alfabético Sevilla: Imprenta de Vázquez e Hidalgo, 1791. Edición facsímil, Sevilla, 1996.
- Compendio histórico descriptivo de la muy noble y muy leal ciudad de Sevilla, metrópoli de Andalucía Sevilla: Oficina de Vázquez, Hidalgo y Compañía; 1789. Hay un facsímil de la Sociedad de Bibliófilos Andaluces, 1978.
- Disertaciones que sobre la imposibilidad física de celebrar exactamente el santo sacrificio de la misa en solo un cuarto de hora, y sobre la verdad del milagro que se dice acaecido en la introducción del Rito Romano en España Sevilla: en la oficina de Don Manuel Nicolás Vázquez y Compañía, 1782.
- Disertación matemática sobre la imposibilidad física de celebrar exactamente el santo sacrificio de la misa en solo un quarto de hora Cádiz: D. Manuel Quintana y Compañía, en la Imprenta de Marina, 1798.

- Datos: Q5859488
- Multimedia: Fernando Díaz de Valderrama / Q5859488